# البنك المركزي الهندي
البنك المركزي الهندي ( CBI ) هو بنك قطاع عام هندي مقره في مومباي ، الهند.  على الرغم من اسمه و رغم أنه بنك مملوك للدولة الهندية ، إلا إنه ليس البنك المركزي لجمهورية الهند. البنك المركزي الهندي الفعلي هو بنك الاحتياطي الهندي .